# Giải bóng đá hạng nhất quốc gia Bỉ 1997–98
Mùa giải 1997-98 của Jupiler League tổ chức từ 8 tháng 8 năm 1997, và 10 tháng Nam 1998. Club Brugge became champions.

## Vị trí đội bóng
Các đội bóng sau thăng hạng từ hạng nhì đầu mùa giải:
- Beveren (vô địch hạng nhì)
- Westerlo (thắng playoff)

Các đội bóng xuống hạng nhì vào cuối mùa giải:
- RWDM
- Antwerp

## Thành tích của Brugge
Club Brugge vô địch hơn 18 điểm so với Racing Genk.

## Chiến đấu cho đấu trường châu Âu
Sporting Anderlecht cuối cùng tham gia Cúp UEFA bằng việc kết thúc thứ 4 khi Genk (thứ 2) và Brugge (thứ 1) thi đấu trận chung kết Cúp bóng đá Bỉ. Đội bóng thứ ba tham gia Cúp UEFA Cup là Germinal Ekeren (thứ 3).

## Cuộc chiến xuống hạng
RWDM bị xuống hạng sau khi hòa 1-1 trước Charleroi, với tư cách là đội mới, Beveren đã hòa Germinal Ekeren ở vòng đấu 33. Với 4 điểm hơn RWDM, câu lạc bộ đến từ Waasland đã thất bại trước Anderlecht vào vòng đấu cuối trong khi RWDM dễ dàng đánh bại Lokeren với tỉ số 5-1.

## Bảng xếp hạng
| Vị thứ | Đội bóng                       | St | T  | H  | B  | BT | BB | Đ  | HS  | Ghi chú                                    |
| ------ | ------------------------------ | -- | -- | -- | -- | -- | -- | -- | --- | ------------------------------------------ |
| 1      | Club Brugge                    | 34 | 26 | 6  | 2  | 78 | 29 | 84 | +49 | Tham gia 1998-99 UEFA Champions League.[1] |
| 2      | K.R.C. Genk                    | 34 | 20 | 6  | 8  | 65 | 40 | 66 | +25 | Tham gia 1998-99 UEFA Cup Winners' Cup.    |
| 3      | K.F.C. Germinal Beerschot      | 34 | 17 | 7  | 10 | 60 | 48 | 58 | +12 | Tham gia 1998-99 UEFA Cup.                 |
| 4      | R.S.C. Anderlecht              | 34 | 16 | 9  | 9  | 53 | 37 | 57 | +16 | Tham gia 1998-99 UEFA Cup.                 |
| 5      | K.R.C. Zuid-West-Vlaanderen    | 34 | 15 | 10 | 9  | 50 | 31 | 55 | +19 | Tham gia 1998 UEFA Intertoto Cup.          |
| 6      | K.S.C. Lokeren Oost-Vlaanderen | 34 | 16 | 4  | 14 | 68 | 68 | 52 | 0   |                                            |
| 7      | Lierse S.K.                    | 34 | 14 | 8  | 12 | 54 | 45 | 50 | +9  |                                            |
| 8      | K.A.A. Gent                    | 34 | 11 | 14 | 9  | 50 | 44 | 47 | +6  |                                            |
| 9      | Standard Liège                 | 34 | 11 | 10 | 13 | 53 | 50 | 43 | +3  |                                            |
| 10     | R.E. Mouscron                  | 34 | 11 | 8  | 15 | 39 | 45 | 41 | -6  |                                            |
| 11     | K.F.C. Lommel S.K.             | 34 | 10 | 11 | 13 | 46 | 50 | 41 | -4  | Tham gia 1998 UEFA Intertoto Cup.          |
| 12     | K.V.C. Westerlo                | 34 | 9  | 14 | 11 | 52 | 56 | 41 | -4  |                                            |
| 13     | R. Charleroi S.C.              | 34 | 9  | 12 | 13 | 46 | 57 | 39 | -11 |                                            |
| 14     | K. Sint-Truidense V.V.         | 34 | 8  | 13 | 13 | 32 | 45 | 37 | -13 |                                            |
| 15     | K.S.C. Eendracht AaB           | 34 | 9  | 9  | 16 | 51 | 66 | 36 | -15 |                                            |
| 16     | K.S.K. Beveren                 | 34 | 7  | 11 | 16 | 30 | 48 | 32 | -18 |                                            |
| 17     | R.W.D. Molenbeek               | 34 | 8  | 7  | 19 | 39 | 74 | 31 | -35 | Xuống hạng Division II.                    |
| 18     | R. Antwerp F.C.                | 34 | 6  | 7  | 21 | 38 | 71 | 25 | -33 | Xuống hạng Division II.                    |

[1] Club Brugge tham dự UEFA Cup sau khi thua trận đấu ở Vòng loại thứ hai Champions League.

## Danh sách ghi bàn
| Cầu thủ           | Số bàn thắng | Đội bóng        |
| ----------------- | ------------ | --------------- |
| Branko Strupar    | 22           | Racing Genk     |
| Tomasz Radzinski  | 19           | Germinal Ekeren |
| Peter Lässen      | 15           | Eendracht AaB   |
| Gunther Hofmans   | 15           | Germinal Ekeren |
| Souleymane Oulare | 14           | Racing Genk     |